# Lena Andersson (Tischtennisspielerin)
Lena Andersson (* 3. Juli 1952) ist eine schwedische Tischtennisspielerin und -trainerin.

## Spielerlaufbahn
Andersson spielte in den schwedischen Vereinen IFK Lund, RAA BTK und Arhov IK. Von 1967 bis 1974 wurde Andersson 80 mal in die schwedische Nationalmannschaft berufen. Bei der Jugendeuropameisterschaft 1970 erreichte sie im Einzel und im Doppel das Halbfinale, im Mixed holte sie mit Stellan Bengtsson Silber. Zwei Jahre später erreichte sie bei der Senioren-Europameisterschaft im Mixed erneut mit Stellan Bengtsson das Endspiel.
Von 1967 bis 1973 war sie auf allen vier Weltmeisterschaften vertreten. Zum europäischen Ranglistenturnier Europe TOP-12 wurde sie dreimal nominiert, dabei belegte sie 1972 Platz 5.
1974 beendete Andersson ihre Laufbahn als Leistungssportlerin. Derzeit spielt sie beim Verein BSV München mit der Herrenmannschaft in unteren Klassen auf Kreisebene.

## Trainerin
1971 begann Andersson in Schweden eine Trainerausbildung. 1973 und 1974 betreute sie die schwedische Mannschaft als Trainer bei der Jugendeuropameisterschaft. Gleichzeitig absolvierte sie ein Studium als Sport- und Freizeitlehrer. Am 1. September 1976 übernahm sie beim Tischtennis-Verband Niedersachsen das Amt des Landestrainers, wo sie sich vorwiegend um den Jugendbereich kümmerte. Das Amt hatte sie bis September 1980 inne. In dieser Zeit spielte sie auch für den Bundesligaverein TTV Rinteln. Später arbeitete sie noch bei weiteren TT-Landesverbänden, etwa beim Bayerischen Landesverband (ab 1. Oktober 1984). Bis 2005 war sie Cheftrainer im Badischen Behinderten- und Rehabilitationssportverband BBS.

## Turnierergebnisse
| Verband | Veranstaltung                         | Jahr | Ort         | Land | Einzel     | Doppel    | Mixed     | Team |
| ------- | ------------------------------------- | ---- | ----------- | ---- | ---------- | --------- | --------- | ---- |
| SWE     | Europameisterschaft                   | 1972 | Rotterdam   | NED  |            |           | Silber    |      |
| SWE     | Jugend-Europameisterschaft (Junioren) | 1970 | Teeside     | ENG  | Halbfinale |           | Silber    |      |
| SWE     | EURO-TOP12                            | 1974 | Trollhatten | SWE  | Scratched  |           |           |      |
| SWE     | EURO-TOP12                            | 1973 | Böblingen   | FRG  | 10         |           |           |      |
| SWE     | EURO-TOP12                            | 1972 | Zagreb      | YUG  | 5          |           |           |      |
| SWE     | Nordic Meisterschaften                | 1969 | Solvesborg  | SWE  | Silber     | Silber    | Silber    |      |
| SWE     | Nordic Meisterschaften                | 1967 | Helsinki    | FIN  | Halbfinale |           |           |      |
| SWE     | Weltmeisterschaft                     | 1973 | Sarajevo    | YUG  | letzte 64  | letzte 32 | letzte 64 | 9    |
| SWE     | Weltmeisterschaft                     | 1971 | Nagoya      | JPN  | letzte 32  | letzte 16 | letzte 64 | 10   |
| SWE     | Weltmeisterschaft                     | 1969 | München     | FRG  | Qual       | letzte 32 | letzte 64 | 10   |
| SWE     | Weltmeisterschaft                     | 1967 | Stockholm   | SWE  | letzte 64  | letzte 32 | letzte 64 |      |